# Bataille de Petroe
Guerre civile byzantine
La bataille de Petroe, aussi appelée bataille de l’Hadès eut lieu le 20 août 1057 entre deux armées byzantines rivales : celle de l’empereur Michel VI Stratiotikos (r. 1056 – 1057) conduite par le proèdre Théodore et celle d’un groupe de généraux dissidents conduite par le futur empereur Isaac Comnène (r. 1057 – 1059).
Indignés par l’indifférence affichée par l’empereur à l’endroit de ses généraux et révoltés par son refus de faire droit à leurs revendications, Isaac Comnène et divers généraux dont Nicéphore Bryenne et Nicéphore Botaniatès complotèrent pour renverser Michel VI. Le 8 juin 1057 Isaac fut proclamé empereur par ses collègues sur ses terres de Cappadoce. Après avoir rallié les régiments d’Anatolie à leur cause, les généraux se dirigèrent vers l’ouest et rencontrèrent l’armée loyaliste composée surtout de régiments venus d’Europe près de la ville de Nicée.
Après s’être fait face pendant quelques jours, les deux armées engagèrent le combat dans la plaine de l’Hadès. Bien que l’aile droite de son armée ait été enfoncée par l’armée loyaliste, Isaac Comnène qui commandait le centre réussit à tenir ferme. La victoire fut finalement remportée par Katakalon Kekaumenos qui dirigeait l’aile gauche; celui-ci parvint à mettre en déroute l’aile droite de l’armée impériale, à pénétrer à l’intérieur du camp ennemi, le dévastant au vu des ennemis; l’armée loyaliste prit alors la fuite, ouvrant à Isaac Comnène la voie vers Constantinople.
Lorsqu’il vit approcher l’armée rebelle, Michel VI voulut négocier, offrant à Isaac le titre de César, ce qui en aurait fait l’héritier du trône. Toutefois, cette offre fut rejetée et Michel dut se résigner à abdiquer. Le 1er septembre 1057, Isaac faisait son entrée dans Constantinople et était couronné peu après. Son court règne fut marqué par de vaines tentatives pour réformer l’administration et restaurer les finances publiques.

## Toile de fond

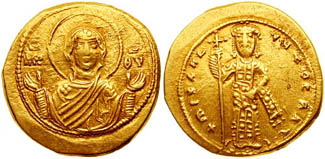
Tetarteron de Michel VI.

Lorsque l’impératrice Théodora, dernière représentante de la dynastie macédonienne, s’éteignit en 1056, les eunuques du Palais, sous la direction du syncelle Léon Paraspondylos, choisirent un haut fonctionnaire de carrière, déjà avancé en âge et sans enfant, Michel Bringas, pour lui succéder sous le nom de Michel VI (r. 31 août 1056 - 30 août 1057). Désireux de se rapprocher de la bureaucratie civile que s’était aliénée Théodora, il compensa la perte du pouvoir d’achat des hauts fonctionnaires causée par la dépréciation de la monnaie en leur accordant des promotions, quelquefois de plusieurs échelons, ce qui augmentait les émoluments (roga) qui y étaient attachés; toutefois, il refusa de faire de même pour  la haute fonction militaire . Or les généraux s'attendaient d'autant plus à un traitement équivalent sinon supérieur à celui réservé à l’administration civile que le nouvel empereur avait été jusque-là « logothetēs toū stratiōtikou », c'est-à-dire ministre responsable de la paie et de l'approvisionnement de l'armée ,. Très vite le mécontentement grandit au sein de l'aristocratie militaire qui voyait avec colère augmenter l'influence des eunuques et fonctionnaires civils,. Début 1057, éclata une première révolte de mercenaires normands sous la conduite d'un certain Hervé Frankopoulos qui fut vite réprimée.
À Pâques, moment où l'empereur distribuait les montants  correspondant au rang des hauts fonctionnaires civils et militaires, une délégation des principaux officiers se rendit au Palais. Présidée par Isaac Comnène, relevé trois ans plus tôt de ses fonctions de stratopédarque d'Orient par Théodora, elle comprenait entre autres Katakalôn Kékauménos, qui venait de perdre son poste de gouverneur (doux) d’Antioche, Michel Bourtzès dont le grand-père avait capturé Antioche pour Byzance un siècle plus tôt, Constantin Doukas qui avait épousé la nièce du patriarche Michel Ier Cérulaire et son frère Jean grand ami de Psellos, tous membres d’influentes familles militaires qui avaient participé aux grandes campagnes de Basile II ,. Selon Psellos, témoin oculaire de la scène, bien loin de les féliciter, l'empereur se mit à les injurier en bloc et, après avoir fait avancer Isaac Comnène et Katakalôn Kékauménos, accusa le premier d'avoir pratiquement abandonné Antioche, détruit son armée et s'être approprié l'argent du peuple. Écrivant plus tard au même siècle, Jean Skylitzès affirme plutôt que l'empereur reçut les généraux courtoisement, mais s'accorde avec Psellos pour dire qu'il leur refusa les honneurs et la promotion que les deux généraux s'attendaient à recevoir au rang de proedros ,.
L'effet de ces paroles sur le haut-commandement militaire fut immédiat et les généraux présents prirent le parti de leurs collègues. Ils approchèrent alors le premier ministre Léon Paraspondylos pour qu’il plaide en leur faveur : en vain. Il s'en fallut de peu que les militaires ne retournent auprès de l'empereur pour le destituer. Selon Psellos, ce fut Isaac lui-même qui retint ses compagnons d'armes. De retour dans leurs domaines les généraux contactèrent le général Nicéphore Bryenne que ses troupes avaient déjà voulu proclamer empereur sous Théodora Porphyrogénète,. Rappelé par Michel VI, il était maintenant à la tête des troupes de Macédoine. Il semble que Bryenne aurait accepté de se joindre à la conjuration, mais il fut presque aussitôt envoyé avec ses troupes combattre les Turcs en Asie mineure. Rendu là, il se querella avec le trésorier des armées, le patrikios Jean Opsaras, qu'il fit jeter en prison après s'être approprié les fonds que gérait celui-ci pour donner des suppléments de solde à ses soldats. Il fut alors arrêté par un autre commandant local, le patrikios Lykanthes, jugé pour rébellion et aveuglé,,.
Craignant alors que leur complot ne soit découvert, les généraux qui habitaient l'Anatolie dont Romain Skléros, Michel Bourtzès, Nicéphore Botaniatès et les fils de Basile Argyros se réunirent et proclamèrent Isaac Comnène empereur le 8 juin à Gounaria en Paphlagonie. Laissant sa famille sous la protection de son frère dans la forteresse de Pemolissa sur le fleuve Halis (aujourd'hui appelé Kızılırmak), Isaac se mit en route pour Constantinople.
L'armée était divisée. Michel VI pouvait compter sur les forces de Macédoine dont il se hâta de transporter certains régiments en Asie mineure ainsi que sur celles du thème d'Anatolie et de Charsianon en Cappadoce, alors que les forces d'Isaac, outre celles de Nicéphore Bryenne, venaient essentiellement d’Asie mineure. Aux dires de Skylitzès, Kékauménos dut forger des ordres impériaux pour mobiliser les régiments des Arméniaques . Réalisant un peu tard que son maintien au pouvoir dépendait de l'appui de ses généraux, Michel VI se hâta de les combler d'honneurs et nomma à la tête de ses troupes Théodore, le nouveau domestique des scholes d'Orient que Théodora avait fait proèdre, assisté du magister Aaron, officier d'origine bulgare et frère de la femme d'Isaac Comnène.
L'armée loyaliste se rassembla à Nicomédie d'où elle pouvait contrôler la route donnant accès à la capitale ; pour sa part Isaac, après avoir fait une manœuvre par le sud pour éviter  l’armée impériale qui lui bloquait la voie de la capitale, s'empara de Nicée où il établit son commandement à deux kilomètres de la ville,.

## La bataille

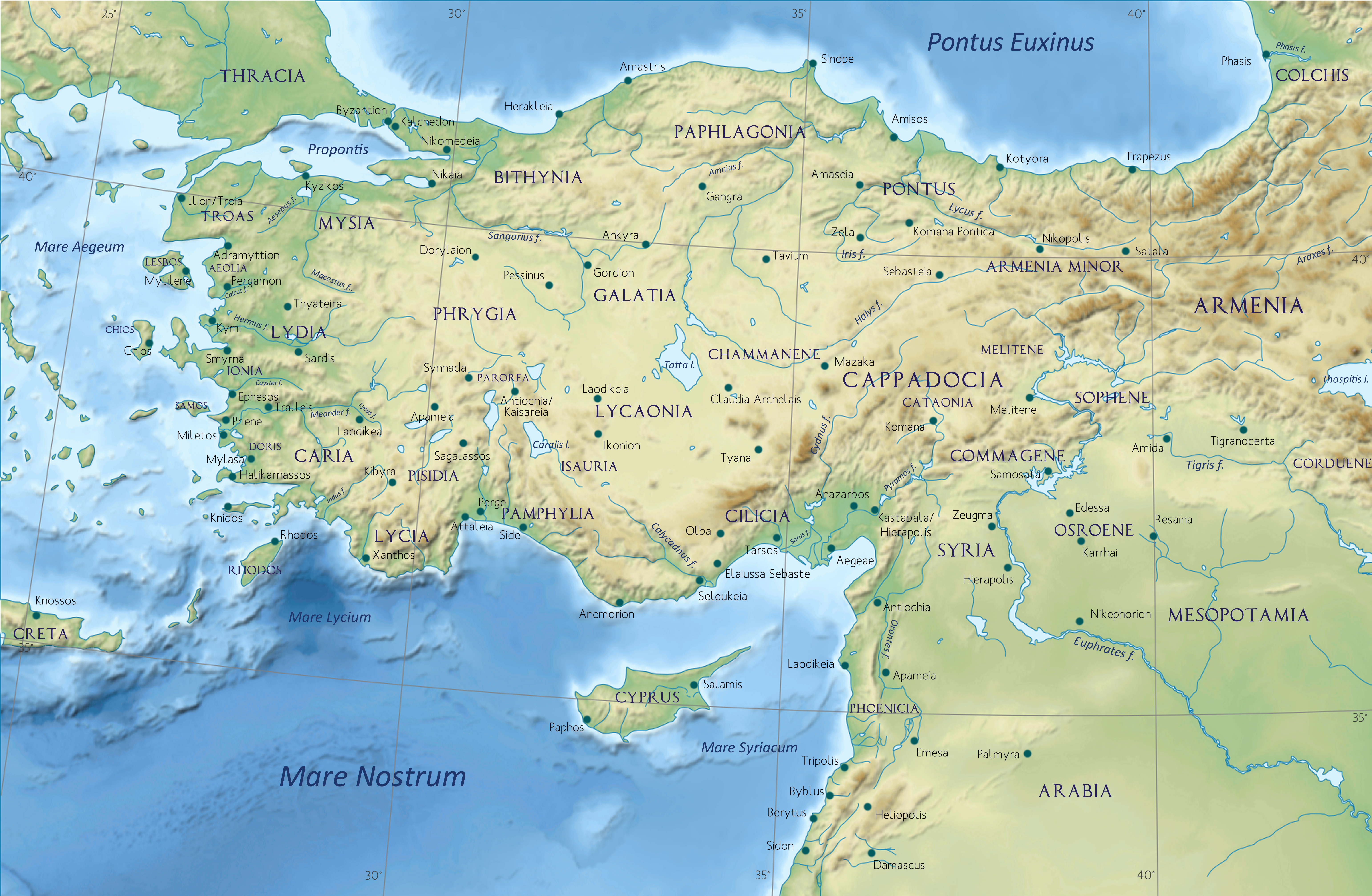
Carte montrant les sites de Nicomédie (aujourd’hui Izmit) et de Nicée dans le nord de la Bithynie.

Pendant plusieurs jours les deux armées se firent face, les soldats de l’un et l’autre camp se rencontrant lorsqu’ils allaient chercher du bois ou autres provisions profitant de l’occasion pour amener les opposants, souvent parents ou amis, à faire défection. Au début, les commandants des deux armées encouragèrent ses « rencontres », envoyant des soldats éloquents pour favoriser les défections, mais sans grand résultat. Isaac Comnène ordonna alors à ses soldats de ne pas s’éloigner du camp et d’être prudents dans leurs contacts avec les forces impériales. Ceci fut perçu dans le camp adverse comme un signe de faiblesse et on exhorta le proèdre Théodore à livrer bataille.  Après avoir quelque peu hésité, le proèdre accepta de quitter Sophon où était situé son camp pour s’établir à Petroe, à quelque 15 stades (env. 2,8 km) du camp des rebelles.
Finalement le 20 aout, Isaac Comnène quitta son camp et disposa son armée en ordre de bataille sur une plaine appelée selon Michel Attaleiates « Polemon » ou « Hadès » (écrit Haides par Skylitzes),,. Kekaumenos était chargé de l’aile gauche, Romanos Skleros de l’aile droite, alors que Comnène s’était positionné au centre. Du côté des forces impériales, le magistros Aaron commandait l’aile gauche assisté par Lykanthes Pnyemios (commandant des forces de Charsianon) et du patrikios Randolf le Franc; Basile Tarchaneiotes (le stratelates des armées d’Occident) était à sa droite, le centre étant commandé par le proèdre Théodore.
Dans la bataille qui s’ensuivit, l’aile gauche de l’armée impériale, commandée par Aaron, mit en fuite l’aile droite ennemie. Poursuivant son avantage, il entra dans le camp rebelle où il captura Romanos Skleros; il était sur le point de s’emparer du camp et de remporter la victoire, mais hésita alors même qu’Isaac Comnène commençait à se retirer vers Nicée. Cette hésitation permit à l’armée rebelle de renverser la situation : Comnène réussit à résister à la forte pression exercée par les forces loyales. D’après Psellos, quatre mercenaires « tauroschythes » (terme anachronique pour désigner les Rus’) tentèrent de le tuer sans y réussir : l’attaquant des deux côtés opposés, ils plantèrent leurs lances dans son armure le gardant ainsi immobilisé mais en vie entre les deux ,.
L’aile gauche rebelle de Kekaumenos parvint alors à mettre en fuite l’aile droite loyaliste, pénétrant dans son camp et y détruisant les tentes. Ce camp étant situé sur une hauteur et bien visible, cette opération donna espoir aux rebelles tout en décourageant les forces loyalistes qui se dispersèrent. Bien que, selon Skylitzes, « il y eut beaucoup plus de prisonniers que de morts » dans la poursuite qui s’ensuivit, les forces loyalistes comptèrent plusieurs tués dont les généraux Maurokatakalos, Pnyemios et Katzamountes. Nicéphore Botaneiates eut alors l’occasion d’affronter Randolf le Franc. Ce dernier ayant vu, au milieu de la déroute, Botaneiates conduisant l’attaque, vint à sa rencontre. Dans le combat singulier qui s’ensuivit, l’épée de Randolf se brisa et celui-ci fut fait prisonnier ,.

## Suites de la bataille

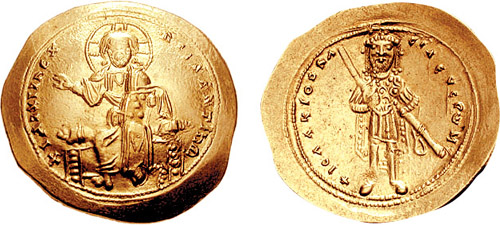
Histamenon d'or d’Isaac Ier montrant d'un côté le Christ, de l'autre l'empereur tenant une épée nue, ce qui fut considéré comme un signe d'arrogance.

La nouvelle de cette défaite causa une grande émotion à Constantinople où Théodore revenu de la bataille après avoir conclu secrètement la paix avec Isaac Comnène, déconseilla à l'empereur de lever une seconde armée. Après avoir distribué honneurs et largesses pour se gagner des partisans et avoir obligé les sénateurs à signer un document dans lequel ceux-ci s'engageaient à ne pas reconnaître Isaac, l'empereur se résolut à négocier avec son rival et lui envoya une délégation comprenant Psellos, Leon Alopos et Constantin Leichoudès, ancien premier ministre de Constantin IX. Son offre était de nommer Isaac Comnène « césar », ce qui en aurait fait à toute fin pratique son successeur. Selon Psellos, Isaac aurait été enclin à accepter cette offre, mais celle-ci fut rejetée lors d’une réunion publique des troupes galvanisées par la rumeur qu'un coup d'État avait renversé l'empereur. Les ambassadeurs retournèrent donc à Constantinople avec une contre-proposition : Isaac deviendrait coempereur, serait adopté par Michel VI avec qui il partagerait le pouvoir, pouvant faire de nouvelles nominations et récompenser adéquatement ceux qui l'avaient suivi,.
Michel VI se hâta d'accepter ces propositions : le premier ministre Paraspondylos (le même eunuque qui avait proposé à Théodora mourante le choix de Michel VI comme successeur et qui avait eu maille à partir avec la délégation de généraux) fut limogé; le pardon impérial fut accordé à Isaac et à ses partisans, ce dernier devenant non pas « césar » mais  « co-empereur » (symbasileus). Isaac à son tour accepta ces propositions et se prépara à entrer dans la capitale où les événements se précipitaient. 
Réuni à Hagia Sophia, un groupe de hauts-fonctionnaires protestèrent qu'en acceptant les propositions d'Isaac, l'empereur les obligeait à violer la déclaration de non-reconnaissance qu'il leur avait fait signer: « Leurs voix s'élevaient pour réclamer que l'on coupe l'empereur en morceaux et que l'on donne le trône à celui qui avait gagné la bataille ». Quelques jours plus tard, le 30 août, le patriarche Michel Cérulaire et l'ensemble du clergé se ralliaient à ce groupe, ce qui alimenta les rumeurs à l'effet que cette « réunion spontanée » avait été planifiée par l'ambitieux patriarche dont les démêlés avec l'empereur étaient bien connus.
Sous la pression du patriarche et voulant éviter un bain de sang dans la capitale, Michel VI accepta d'abdiquer et de se faire moine,. Le lendemain, 31 août, Isaac accompagné des ambassadeurs du monarque déposé, traversait le Bosphore et faisait son entrée dans la capitale. Le 1er septembre 1057, il était couronné empereur par le patriarche à Hagia Sophia.
C'était la première révolte militaire suivie d'une révolution populaire qui renversait un régime depuis celle de Nicéphore II Phokas en 963. D’autres généraux comme Romain Ier Lekapenos (r. 920 – 944) et Nicéphore II Phokas (r. 963 – 969) avaient également usurpé le trône sous la dynastie macédonienne, mais ils avaient régné en tant que coempereurs aux côtés de l’empereur légitime. Avec Isaac Ier ce changement de régime trouva son expression dans l’histamenon d'or frappé par Isaac Ier montrant d'un côté le Christ, de l'autre l'empereur tenant une épée nue, ce qui  fut interprété par certains comme le signe que le nouvel empereur entendait régner par droit de conquête et non par la grâce de la volonté divine,. Pendant son court règne, Isaac tentera de modifier en profondeur la bureaucratie et le système fiscal de l’empire tout en augmentant sa puissance militaire. Profondément isolé, il devra abdiquer à la suite d'une grave maladie en novembre 1059 sans être parvenu à réaliser ses ambitions,.

### Sources primaires
- Attaliates, Michel, History, ed. and trans. A. Kaldelis and D. Kralis, Cambridge (Mass.) & London. Harvard University Press, 2012.  (ISBN 978-0-674-05799-9).
- Psellos, Michel, Chronographie, Paris, Les Belles Lettres, 1967 [1928].
- Psellos, Michel, Orationes Funebres, vol. 1, ed. I, Polemis, Berlin, 2014.
- Skylitzès, Jean. Empereurs de Constantinople, texte traduit par Bernard Flusin et annoté par Jean-Claude Cheynet, éditions P. Lethiellieux, 2003,  (ISBN 2-283-60459-1).

### Sources secondaires
- (en) Martin Böhm, « The Military Policy of Isaac Komnenos at the Time of Battle of Petroe (1057) », Open Political Science, De Gruyter, vol. 1,‎ 2018 (lire en ligne)
- (fr) Bréhier, Louis, Vie et mort de Byzance, Albin Michel, coll. L'évolution de l'humanité, Paris, 1946,  (ISBN 2-226-05719-6).
- (fr) Cheynet, Jean-Claude, Pouvoir et Contestations à Byzance (963–1210), Paris, 1996, Publications de la Sorbonne,  (ISBN 978-2-85944-168-5).
- (fr) Cheynet, Jean-Claude (dir.), Le Monde byzantin, vol. 2, L’Empire byzantin (641-1204), Paris, Presses Universitaires de France, 2006,  (ISBN 978-2-130-52007-8).
- (fr) Gautier, Paul, ed. « Nicéphore Bryennios : Histoire », Corpus Fontium Historiae Byzantinae, Bruxelles, Byzantion, 1975, OCLC 814361996.
- (fr) Guilland, Rodolphe, « Le Domestique des Scholes », Recherches sur les institutions byzantines, vol. I, Berlin, Akademie-Verlag, 1967, pp. 426–468, OCLC 601141022.
- (en) Kaldellis, Anthony, Krallis, Dimitris, eds.  Michael Attaleiates : The History, Cambridge, Massachusetts and London, Harvard University Press, 2012,  (ISBN 978-0-674-05799-9).
- (en) Kaldellis, Anthony. Streams of Gold, Rivers of Blood: The Rise and Fall of Byzantium, 955 A.D. to the First Crusade. New York, Oxford University Press, 2017.  (ISBN 978-0-1902-5322-6).
- (en) Kazhdan, Alexander, ed.  The Oxford Dictionary of Byzantium. Oxford and New York, Oxford University Press, 1991.  (ISBN 0-19-504652-8).
- (en) Norwich, John Julius, Byzantium, The Apogee, New York, Alfred A. Knopf, 1994,  (ISBN 978-0-394-53779-5).
- (fr) Ostrogorsky, Georges, Histoire de l'État byzantin, Paris, Payot, 1983 [1956],  (ISBN 2-228-07061-0).
- (en) Sewter, Edgar Robert Ashton, ed. The Chronographia of Michael Psellus, New Haven (Connecticut), Yale University Press, 1953, (OCLC 427306).
- (en) Sheppard, J., “Isaac Comnenus’ Coronation Day”, (dans) Byzantinoslavica, 38, 1977, pp. 22-30.
- (fr) Stanescu, E., « Les réformes d'Issac Comnène » (dans) Revue des Études sud-est européennes, 4, 1966, pp. 35-69.
- (en) Treadgold, Warren T.  A History of the Byzantine State and Society. Stanford (California) Stanford University Press, 1997.  (ISBN 978-0-8047-2630-6).
- (he) Varzos, Konstantinos, Η Γενεαλογία των Κομνηνών [The Genealogy of the Komnenoi] (PDF), A. Thessaloniki , Centre for Byzantine Studies, University of Thessaloniki, 1984, (OCLC 834784634).
- (en) Vogt, Albert . "The Macedonian Dynasty from 976 to 1057 A.D.". The Cambridge Medieval History, Vol. IV: The Eastern Roman Empire (717–1453). Cambridge, Cambridge University Press, 1923. OCLC 895446365.
- (en) Wortley, John, ed. John Skylitzes : A Synopsis of Byzantine History, 811–1057, Cambridge, Cambridge University Press, 2010,  (ISBN 978-0-521-76705-7).